# Лесницкая, Лидия Францевна
Ли́дия Фра́нцевна Лесни́цкая (род. 22 апреля 1930 года, Москва) — советский и российский ученый-правовед, специалист в области гражданского процессуального права и нотариата, заслуженный юрист РФ, главный научный сотрудник отдела гражданского законодательства и процесса Института законодательства и сравнительного правоведения при Правительстве Российской Федерации.

## Биография

### Научная карьера
В 1948 году Л. Ф. Лесницкая поступила на юридический факультет МГУ, который окончила в 1953 г. В этом же году поступила в аспирантуру Всесоюзного института юридических наук (ВИЮН).
В 1959 году защитила кандидатскую диссертацию по теме «Основания к отмене обжалованных судебных решений» (научный руководитель — профессор Александр Филиппович Клейнман).
Лидия Францевна Лесницкая является автором более 200 работ по гражданскому процессуальному праву. Среди них: «Основания к отмене обжалования судебных решений» (1962 г.), «Судебное представительство в гражданском процессе» (в соавторстве, 1964 г.), «Пересмотр решения суда в кассационном порядке» (1974 г.), «Совершение нотариальных действий исполкомами местных Советов» (1977 г.), «Нотариат в вопросах и ответах» (в соавторстве, 1993 г.), «Комментарий к Федеральному закону об исполнительном производстве» (1998 г.), «Исполнительное производство» (в соавторстве, 2001 г.), «Судебное рассмотрение административных дел: правовая реальность и перспективы развития» (авторский коллектив, 2002 г.), комментариев в составе авторского коллектива к части первой Гражданского кодекса Российской Федерации, Гражданскому процессуальному кодексу Российской Федерации, Арбитражному процессуальному кодексу Российской Федерации, федеральным законам об ипотеке, о регистрации прав на недвижимое имущество и сделок с ним, нотариальному законодательству. Постоянный соавтор ежегодных изданий Института «Комментарий судебной практики» и «Комментарий судебно-арбитражной практики».. Некоторые работы имеются в открытом доступе в сети Интернет.

### Общественная и государственная деятельность
Активно участвует в законопроектной работе. Являлась членом рабочих групп по разработке Гражданского процессуального кодекса РСФСР и изменений в него, Гражданского процессуального кодекса Российской Федерации и Арбитражного процессуального кодекса Российской Федерации, входила в состав рабочей группы по вопросам совершенствования законодательства Российской Федерации о судебной системе. Принимает участие в обновлении законодательства о нотариате. Привлекается к работе по повышению квалификации нотариусов, повышения квалификации юристов в области гражданского и арбитражного процессов.
Неоднократно входила в состав научно-консультативного совета Верховного Суда Российской Федерации, участвовала в качестве эксперта в заседаниях Конституционного Суда Российской Федерации. Является членом научно-консультативных советов Высшего Арбитражного суда Российской Федерации и Федерального арбитражного суда Московского округа, судьей ряда третейских судов, членом редакционных коллегий юридических изданий.

### Подготовка научных кадров
Л. Ф. Лесницкая подготовила множество кандидатов юридических наук, ряд которых впоследствии защитил и докторские диссертации. Кроме этого, Л. Ф. Лесницкая неоднократно выступала в качестве официального оппонента на защитах диссертаций по гражданскому (арбитражному) процессуальному праву.

#### Научное руководство диссертациями
- Лутченко Ю. И. (Юрий Ильич). Участие прокурора в суде первой и кассационной инстанции по гражданским делам: дис. на соискание уч. ст. канд. юрид. наук — M., 1975.[14]
- Монахов А. Б. (Анатолий Борисович). Актуальные вопросы соучастия в советском гражданском процессе: дис. на соискание уч. ст. канд. юрид. наук — M., 1986. — 203 с.
- Батова О. С. (Оксана Сергеевна). Процессуальные особенности рассмотрения споров, связанных с воспитанием детей. Автореферат диссертации на соискание ученой степени кандидата юридических наук. Специальность 12.00.15 — гражданский процесс; арбитражный процесс. — М.: ИЗиСП, 2007[15];
- Медведев И. Р. (Иван Риммович). Объяснения сторон и третьих лиц как доказательство в гражданском процессе. Автореферат диссертации на соискание ученой степени кандидата юридических наук. Специальность 12.00.15 — гражданский процесс; арбитражный процесс. — М.: ИЗиСП, 2008[16].

#### Официальное оппонирование на защите диссертаций
- Алиева И. Д. (Ирина Дмитриевна). Гражданско-процессуальная защита прав и охраняемых законом интересов других лиц по законодательству Российской Федерации. Автореферат диссертации на соискание ученой степени кандидата юридических наук. Специальность 12.00.03 — гражданское право, семейное право, гражданский процесс, международное частное право. — М.: ДГУ, 2000[17];
- Алиэскеров М. А. (Мизамир Ахмедбекович). Проблемы кассационного производства по гражданским делам. Автореферат диссертации на соискание ученой степени кандидата юридических наук. Специальность 12.00.03 — гражданское право, семейное право, гражданский процесс, международное частное право. — М.: МГУ, 2000[18];
- Гладышев С. И. (Сергей Иванович). Исполнительное производство в английском и российском праве. Автореферат диссертации на соискание ученой степени кандидата юридических наук. Специальность 12.00.03 — гражданское право, семейное право, гражданский процесс, международное частное право. — М.: МГИМО, 2001[19];
- Рего А. В. (Андрей Викторович). Правоотношения в исполнительном производстве. Автореферат диссертации на соискание ученой степени кандидата юридических наук. Специальность 12.00.15 — гражданский процесс; арбитражный процесс. — М: РПА МЮ, 2004[20];
- Попов П. А. (Петр Александрович). Функции современного гражданского судопроизводства. Автореферат диссертации на соискание ученой степени кандидата юридических наук. Специальность 12.00.15 — гражданский процесс; арбитражный процесс. — Саратов: РАП, 2005[21];
- Алексеевская Е. И. (Екатерина Игоревна). Теоретические и практические проблемы производства в суде надзорной инстанции. Автореферат диссертации на соискание ученой степени кандидата юридических наук. Специальность 12.00.15 — гражданский процесс; арбитражный процесс. — М.: РАП, 2008[22];
- Гойденко Е. Г. (Екатерина Григорьевна). Отмена не вступивших в законную силу судебных решений в гражданском процессе. Автореферат диссертации на соискание ученой степени кандидата юридических наук. Специальность 12.00.15 — гражданский процесс; арбитражный процесс. — М.: РАП, 2008[23].

## Награды
- Заслуженный юрист Российской Федерации[24]
- Почётная грамота Правительства Российской Федерации[25]

## Работы

### Монографическая и учебная литература
- Лесницкая Л. Ф. Основания к отмене обжалованных судебных решений. Дис. … канд. юрид. наук. М., 1959;
- Ильинская И. М., Лесницкая Л. Ф. Нотариальные действия сельских и поселковых Советов. М., 1961;
- Лесницкая Л. Ф. Основания к отмене обжалованных судебных решений. М., 1962[26];
- Ильинская И. М., Лесницкая Л. Ф. Судебное представительство в гражданском процессе. М., 1964;
- Лесницкая Л. Ф., Пучинский В. К. Особенности ГПК союзных республик. М., 1970[27];
- Лесницкая Л. Ф. Пересмотр решения суда в кассационном порядке. М., 1974;
- Лесницкая Л. Ф. Совершение нотариальных действий исполкомами местных Советов. М., 1977;
- Исполнительное производство. Учебник / Отв. ред. Л. Ф. Лесницкая. М., 1983;
- Нотариат в СССР. Учебник / Под ред. Л. Ф. Лесницкой. М., 1985;
- Лесницкая Л. Ф., Хаманева Н. Ю. Гражданин обратился с жалобой. М., 1990;
- Лесницкая Л. Ф., Виноградова Р. И., Гольская Д. Х. Нотариат в СССР: Учебник. М., 1990;
- Виноградова Р. И., Лесницкая Л. Ф., Пантелеева И. В. Нотариат. В вопросах и ответах. М., 1994;
- Лесницкая Л. Ф. Комментарий к Федеральному закону «Об исполнительном производстве». М.,1998[28];
- Гражданский процессуальный кодекс Российской Федерации (официальный текст на 1 июня 2003 г.). Разъяснения Председателя Верховного Суда РФ В. М. Лебедева. Постатейный научно-практический комментарий под ред. Л. Ф. Лесницкой. М., 2003.[29];
- Проблемные вопросы гражданского и арбитражного процессов / Под ред. Л. Ф. Лесницкой, М. А. Рожковой. М., 2008.[30]

### Избранные статьи
- Анисимова Л. И., Клейнман А. Ф., Лесницкая Л. Ф. Поворот исполнения судебного решения в советском гражданском процессе // Научная конференция аспирантов (ВИЮН). Тезисы докладов. — М., 1955. С.8-11;
- Лесницкая Л. Ф. Нарушение процессуальных норм как основание к отмене судебных решений // Вопросы гражданского права, колхозного права и гражданского процесса. — М., 1958. С.207-250;
- Лесницкая Л. Ф. Отмена судебного решения вследствие его необоснованности // Ученые записки ВИЮН. Вып. 10. 1959. С.3-51;
- Лесницкая Л. Ф. Нарушение норм материального права как основание к отмене судебных решений судом второй инстанции // Ученые записки ВИЮН. Вып. 9. 1959. С.238-264;
- Лесницкая Л. Ф. Восстановление прав по утраченным документам на предъявителя // Ученые записки ВИЮН. Вып. 13. 1961. С.147-169;
- Лесницкая Л. Ф. Вопросы, возникающие в практике судов при рассмотрении гражданских дел о лесонарушениях // ВИЮН. Научный комментарий судебной практики по гражданским делам. 1961. С.131-146;
- Ильинская И. М., Лесницкая Л. Ф., Мальцман Т. Б. Научная сессия Всесоюзного института юридических наук, посвященная основам гражданского законодательства и гражданского судопро-изводства Союза ССР и союзных республик // Советское государство и право. 1962. № 4. С.70-73;
- Ильинская И., Лесницкая Л. Участие адвоката в гражданском процессе // Советская юстиция. 1963. № 6. С.14-16;
- Лесницкая Л. Ф. Решение в новом ГПК РСФСР вопросов возникавших в судебной практике // Советская юстиция. 1964. № 16. С.4-6;
- Лесницкая Л. Ф. Выступление на научной конференции «Новые гражданские и гражданские процессуальные кодексы союзных республик» // Материалы научной конференции «Новые гражданские и гражданские процессуальные кодексы союзных республик» (14 — 16 октября 1964 г.). — М.: Изд-во ВНИИСЗ, 1965. С.188-191;
- Ильинская И., Лесницкая Л. Представительство в суде // Социалистическая законность. 1965. № 9. С.31-35;
- Лесницкая Л. Ф. Об ограниченной дееспособности душевнобольных // Ученые записки ВНИИСЗ. Вып. 6. 1966. С.180-183;
- Каллистратова Р., Лесницкая Л. Ещё раз о реальном возмещении ущерба // Советская юстиция. 1967. № 24. С.10-11;
- Каллистратова Р., Лесницкая Л. Ф. Обновление и совершенствование законодательства // Советское государство и право. 1967. № 2. С.20-25;
- Лесницкая Л. Ф. Вопросы гражданского процесса // ВНИИСЗ. Научный комментарий судебной практики за 1967 г. С.71-85;
- Лесницкая Л. Ф., Мальцман Т. Б. Процессуальные вопросы, возникающие при рассмотрении семейных дел // ВНИИСЗ. Научный комментарий судебной практики за 1969 г. С.60-89;
- Лесницкая Л. Ф. Вопросы гражданского процесса // ВНИИСЗ. Научный комментарий судебной практики за 1970 г. С.77-96;
- Климанова А., Лесницкая Л. Помощь нотариальных контор местным Советам // Советская юстиция. 1970. № 10. С.3-4;
- Лесницкая Л. Ф. (Рецензия): Мельников А. А. Правовое положение личности в советском гражданском процессе. — М.: Наука, 1969. — 243 с. // Советское государство и право. 1970. № 11. С.138-140;
- Лесницкая Л. Ф. Развитие положений основ гражданского судопроизводства в ГПК союзных республик // Проблемы применения основ гражданского законодательства и основ гражданского судопроизводства Союза ССР и союзных республик. Сборник материалов — Саратов: Изд-во Сарат. юрид. ин-та, 1971. С.148-152;
- Ильинская И., Лесницкая Л. Судебное представительство по гражданским делам // Советская юстиция. 1971. № 11. С.22-24;
- Лесницкая Л. Ф. Жалобы на действия нотариусов и органов, выполняющих нотариальные действия // ВНИИСЗ. Научный комментарий судебной практики за 1971 г. С.78-90;
- Лесницкая Л. Ф. О функциях Министерства юстиции по руководству судами // Советская юстиция. 1971. № 1. С.17-18;
- Климанова А. Н., Лесницкая Л. Ф. Обеспечение доказательств нотариальными органами // ВНИИСЗ. Научный комментарий судебной практики за 1971 г. С.90-101;
- Лесницкая Л. Ф. Обжалование судебных решений // Социалистическая законность. 1972. № 8. С.53-56;
- Лесницкая Л. Ф. Кассационное производство по законодательству зарубежных социалистических стран // Ученые записки ВНИИСЗ. Вып. 27. — М., 1972. С.117-132;
- Лесницкая Л. Ф. Закон о государственном нотариате // Советское государство и право. 1973. № 12. С.53-61;
- Лесницкая Л. Ф. Судебная практика и гражданский процесс // Судебная практика в советской правовой системе / Отв. ред. Братусь С. Н. — М.: Юрид. лит., 1975. С.286-306;
- Лесницкая Л. Ф. Общее и особенное в законодательстве о государственном нотариате // Проблемы совершенствования советского законодательства. Труды. Вып.10. — М.: ВНИИСЗ, 1977. С.48-60;
- Лесницкая Л. Ф. Законодательство о государственном нотариате // Проблемы совершенствования советского законодательства. Труды. Вып.11. — М.: ВНИИСЗ, 1978. С.109-119;
- Лесницкая Л. Ф. Развитие и совершенствование законодательства о нотариате // Проблемы совершенствования советского законодательства. Труды. Вып.35. — М.: Изд-во ВНИИСЗ, 1986. С.76-86;
- Лесницкая Л. Ф. Вопросы гражданского процесса // Комментарий судебной практики за 1985 год. — М. Юрид. лит., 1986. С.66-76;
- Литовкин В. Н., Лесницкая Л. Ф. Конституционно-судебный контроль за правоприменительной практикой в жилищных правоотношениях //Комментарий судебной практики. Вып.2. — М.: Юрид. лит., 1995. С.74-89;
- Клейн Н. И., Лесницкая Л. Ф. Концепция развития гражданского процессуального и арбитражного процессуального законодательства // Правовая реформа: концепции развития Российского законодательства. 2-е изд., перераб. и доп. — М: Изд-во Ин-та законодательства и сравн. правоведения, 1995. С.164-173;
- Лесницкая Л. Ф. Сравнительный анализ законодательства о нотариате стран СНГ // Законодательство и экономика. 1995. № 7-8. С.77-87;
- Лесницкая Л. Ф. Выступление старшего научного сотрудника института законодательства и сравнительного правоведения при Правительстве РФ, кандидата юридических наук Лидии Францевны Лесницкой // Нотариус. 1997. № 5. С.12-16;
- Лесницкая Л. Ф. Обжалование нотариальных действий или отказа в их совершении // Нотариус. 1997. № 2. 1997. С.73-76;
- Лесницкая Л. Ф. (Рецензия) Интересное исследование института апелляции: Борисова Е. А. Апелляция в гражданском и арбитражном процессе. — М.: Юрид. бюро «Городец», 1997. 151 с. // Вестник Московского университета. 1997. № 5. С.119-121;
- Лесницкая Л. Ф. Некоторые вопросы нотариата в судебной практике // Комментарий судебной практики. Вып. 4. 1998. С.129-135;
- Лесницкая Л. Ф. Основные направления развития гражданского процессуального законодательства // Законодательство и экономика. 1998. № 12. С.6-10;
- Лесницкая Л. Ф. Некоторые вопросы нотариата в судебной практике // Право и экономика. 1998. № 3. С.85-88;
- Лесницкая Л. Ф. К вопросу о применении части 3 статьи 246 Гражданско-процессуального кодекса РСФСР // Право и экономика. 1998. № 2. С.120-121;
- Лесницкая Л. Ф. Комментарий к Федеральному закону «Об исполнительном производстве» // Право и экономика. 1998. № 1. С.116-121;
- Лесницкая Л. Ф. Об изменении юридического адреса нотариуса // Нотариус. 1999. № 1. С.84-85;
- Лесницкая Л. Ф. Концепция развития гражданского процессуального законодательства: Разработка Института законодательства и сравнительного правоведения при Правительстве РФ // Журнал российского права. 1999. № 5/6. С.10-17;
- Лесницкая Л. Ф. Исполнительная надпись нотариуса // Комментарий судебной практики. Вып. 6 / Под ред. Ярошенко К. Б. — М.: Юрид. лит., 2000. С.136-142;
- Лесницкая Л. Ф. О применении Инструкции о порядке совершения нотариальных действий государственными нотариальными конторами // Право и экономика. 2000. № 6. С.81-82;
- Лесницкая Л. Ф. Правовой статус нотариальной палаты // Проблемы современного гражданского права. Сборник статей / Отв. ред.: Литовкин В. Н., Рахмилович В. А. — М.: Городец, 2000. С.353-361;
- Лесницкая Л. Ф. Совершенствование гражданского процессуального законодательства // Судебная реформа в России: проблемы совершенствования процессуального законодательства. По материалам научно-практической конференции, Москва, 28 мая 2001 г. / Тихомиров Ю. А. (Гл. ред.) — М.: Городец, 2001. С.76-84;
- Лесницкая Л. Ф. Отдельные вопросы применения ГПК // Комментарий судебной практики. Вып. 7. — М.: Юрид. лит., 2001. С.87-96;
- Лесницкая Л. Ф. Оставление искового заявления (заявления, жалобы) без движения // Комментарий судебной практики. Вып. 8. — М.: Юрид. лит., 2002. С.72-80;
- Лесницкая Л. Ф. Суд общей юрисдикции и вопросы административной юстиции / Судебное рассмотрение административных дел: правовая реальность и перспективы развития. Пособие для судей / Науч. ред.: Скитович В. В. — М.: Российская академия правосудия, 2002. С.119-137;
- (Дискуссия) Часть 3 статьи 199 АПК РФ: практика применения // Арбитражная практика. 2004. № 3.[31];
- Лесницкая Л. Ф. Рассмотрение жалоб на действия (бездействие) судебного пристава-исполнителя // Комментарий судебной практики. Вып. 9. — М., 2004. С.145-151;
- Лесницкая Л. Ф. Концепция развития гражданского процессуального законодательства // Концепции развития российского законодательства / Под ред. Т. Я. Хабриевой, Ю. А. Тихомирова, Ю. П. Орловского. — М., 2004. С.202-215;
- Лесницкая Л. Ф. Защита в кассационной инстанции прав не привлеченного к участию в деле лица, интересы которого затронуты вынесенным судебным решением суда первой инстанции // Комментарий судебной практики. Вып.11 / Под ред. К. Б. Ярошенко. — М., 2005. С.156-158.